# Porrentruy (huyện)
Huyện Porrentruy (tiếng Pháp: District du Porrentruy, tiếng Đức: Bezirk Porrentruy) là một huyện hành chính của Thụy Sĩ. Huyện này thuộc bang Bang Jura. Huyện Porrentruy có diện tích 317 km², dân số theo thống kê của cục thống kê Thụy Sĩ năm 1999 là 24163 người. Trung tâm của huyện đóng ở Porrentruy. Mã của huyện là 2603.